# Леонидово (Сахалинская область)
Леони́дово — село в Поронайском городском округе Сахалинской области России, в 17 км от районного центра.

## География
Находится на берегу реки Леонидовки.
В окрестностях посёлка находятся многочисленные садово-огородные участки жителей Поронайска и некоторых других посёлков округа.
Также в селе располагается бывший военный городок, служебные помещения большей частью разрушены.

## История
Шахтёрский посёлок, построен японцами. Относился к японскому губернаторству Карафуто и назывался Камисикука (яп. 上敷香). В 1943 году рядом с посёлком был построен военный аэродром.
Во время боевых действий СССР против Японии здесь проходили ожесточённые боестолкновения — четверо суток держал оборону батальон 179-го стрелкового полка, под командованием капитана Л. В. Смирных, геройски погибшего.
18 августа 1945 года рядом с территорией села взбешённые военными неудачами японские офицеры обвинили проживающих здесь этнических корейцев в шпионаже в пользу СССР и расстреляли корейцев без суда и следствия. Трагедия стала известна как расстрел в Камисикуке. Перед входом советских войск посёлок был подорван и подожжён отступающими японцами.
После окончания войны в 1947 году посёлок был переименован в Леонидово, в честь погибшего и похороненного здесь Героя Советского Союза Леонида Владимировича Смирных (Указом Президиума Верховного Совета РСФСР № 17 от 15.10.1947 года).
В советские годы посёлок был преобразован в большой военный гарнизон. Здесь дислоцировалась части 79-й мотострелковой дивизии: 396-й мотострелковый полк в/ч 47147, 98-й отдельный танковый батальон в/ч 93107, а также 140-й зенитно-ракетный полк в/ч 35762.
На аэродроме с 1945 года размещался 6-й дальнебомбардировочный полк в/ч 45171 (переименован в 1946 году в 345-й ДБАП) на Ту-2С. Полк переучился на Ту-4 и в 1951 году перелетел в Сольцы, а в Леонидово посадили дивизию Ил-28, которая стояла до 1960 г. (уточнить). В дальнейшем аэродром был достроен и расширен и использовался в качестве оперативного для морской авиации Тихоокеанского флота, сюда регулярно перелетали подразделения вертолётчиков, противолодочных амфибий, ракетоносцы и бомбардировщики.
В 1985-86 гг на аэродроме Леонидово временно размещалась 341-я отдельная эскадрилья (Ту-16), в связи с реконструкцией аэродрома Хороль под космический корабль «Буран».
В 1988 году на аэродром Леонидово из Афганистана перелетел «своим ходом» 280-й отдельный вертолётный полк АА (в/ч 17668), а уже через неполный год полк расформирован.
Последней авиационной частью в Леонидово был 94-й отдельный вертолётный полк, который перебросили из Уссурийска в 1994 году. В 2002 году полк расформирован.
С сокращением в/частей численность населения в посёлке сократилась вдвое, населённый пункт получил статус села. В многоквартирных жилых домах бывшего военного городка проживает много переселенцев из брошенных населённых пунктов Поронайского района, а также пенсионеры.

## Население
| 1925  | 1935  | 1959  | 1970  | 1979  | 1989  | 2002  |
| ----- | ----- | ----- | ----- | ----- | ----- | ----- |
| 86    | ↗3587 | ↗5314 | ↘2625 | ↗2726 | ↗2727 | ↘1363 |
| 2010  | 2013  | 2021  |       |       |       |       |
| ↘1094 | ↘1070 | ↘763  |       |       |       |       |

По переписи 2002 года население — 1363 человека (651 мужчина, 712 женщин).

## Транспорт
В селе расположена станция Олень-Сахалинский Сахалинского региона Дальневосточной железной дороги. Ж/д сообщение с Поронайском осуществляется пригородным поездом с мая до октября.